# Oxyonchus macrodon
Oxyonchus macrodon är en rundmaskart som beskrevs av Allgen 1959. Oxyonchus macrodon ingår i släktet Oxyonchus och familjen Enoplidae. Inga underarter finns listade i Catalogue of Life.